# Shahriyar Rahimov
Shahriyar Rahimov (en azerí: Şəhriyar Ağəli oğlu Rəhimov; Bakú, RSS de Azerbaiyán; 6 de abril de 1989-Turquía; 25 de agosto de 2023) fue un futbolista azerí que jugó en la posición de lateral izquierdo.

## Carrera

### Club
| Periodo   | Club                 | Apariciones | Goles |
| --------- | -------------------- | ----------- | ----- |
| 2007–2011 | Keşla FK             | 23          | 0     |
| 2010      | → Karvan FK (cedido) | 12          | 1     |
| 2012      | Shuvalan FK          | 10          | 0     |
| 2012–2013 | Ravan Baku FK        | 31          | 1     |
| 2013–2015 | Shuvalan FK          | 46          | 2     |
| 2015–2018 | Kapaz PFK            | 89          | 8     |
| 2018–2020 | Sabail FK            | 43          | 2     |
| 2020–2021 | Zira FK              | 9           | 0     |

### Selección nacional
A nivel sub-21 jugó en 12 ocasiones de 2009 a 2010 y anotó un gol ante Moldavia. Con la selección absoluta jugó en 16 ocasiones de 2018 a 2019, y debutó el 23 de marzo de 2018 ante Bielorrusia.

## Logros
- Liga Premier de Azerbaiyán (1): 2007/08
- Copa de la CEI (1): 2011

## Muerte
Shahriyar Rahimov falleció en Turquía a consecuencia del cáncer el 25 de agosto de 2023 a los 34 años.